# Национальная библиотека Республики Хакасия
Национальная библиотека имени Н. Г. Доможакова — главное книгохранилище, центральная государственная универсальная библиотека Республики Хакасия.
Выполняет функции Книжной палаты республики, участвует в разработке и реализации государственной политики в области библиотечного дела, федеральных и республиканских целевых программ в сфере библиотечного дела, является научно-методическим центром в области библиотечного дела региона.

## История
Основана в 1925 году на базе библиотеки-читальни при рабоче-крестьянском клубе села Усть-Абаканское (ныне город Абакан). Первым заведующим библиотекой был назначен Александр Александрович Мягких. С изменением статуса Хакасии менялось и название библиотеки: центральная уездная, окружная, областная, республиканская.
В 1938 году библиотека имела два отдела: читальный зал и абонемент. В годы Великой Отечественной войны сотрудники библиотеки вели большую работу с ранеными бойцами, находящимися на лечении в госпиталях города. Создавали передвижки для санитарных поездов, госпиталей, воинских частей. В 1948 году для улучшения качества справочно-библиографического обслуживания населения и совершенствования справочного аппарата библиотеки открывается информационно-библиографический отдел. В пятидесятые годы библиотека активно оказывает методическую помощь сельским и городским библиотекам. В мае 1958 года был основан методико-библиографический отдел.
С 1965 года библиотека размещается в специально выстроенном здании. В том же году открываются новые структурные подразделения библиотеки: отдел основного книгохранения, межбиблиотечный абонемент, сектор регистрации читателей и контроля. В 1970-е годы для совершенствования работы библиотеки по обслуживанию читателей открыты отдел технической и сельскохозяйственной литературы, отдел литературы по искусству, отдел литературы на иностранных языках.
В 1988 году в библиотеке были открыты отдел краеведческой и национальной литературы и сектор краеведческой библиографии. Это дало возможность заложить прочный фундамент всей последующей краеведческой работы библиотеки в целом и краеведческой библиографии в частности. В том же году был открыт сектор периодических изданий. С 1992 года в библиотеке ведется электронный каталог на поступающую литературу.
В 1995 году библиотеке присвоено имя Николая Георгиевича Доможакова, ученого, писателя, общественного деятеля Хакасии.
В 1996 году разработаны и приняты Закон РХ «О библиотечном деле в Хакасии», постановление Правительства РХ "О реализации федерального закона Российской Федерации «Об обязательном экземпляре документов», библиотека получила статус «национальной». 1 января 1997 года открылся отдел государственной библиографии, который выполняет функции Книжной палаты Республики Хакасия. Отдел на основании обязательного экземпляра всех изданий, выходящих в республике, составляет и издает государственный библиографический указатель «Летопись печати Республики Хакасия» на русском и хакасском языках.
Собрание редкого фонда включает книги XVIII — XIX вв., в том числе прижизненные издания Н. Г. Чернышевского, Л. Н. Толстого; церковные рукописные книги «Псалтырь» (XIX в.), «Службы в Великую субботу, службы в пасхальные дни» (конец XVIII — начало XIX в.), «Минея общая с праздничной» (1916 г.); книги с автографами; личную библиотеку Н. Г. Доможакова.

## Библиотека сегодня
В 2002 году пользователи библиотеки получили доступ к информационным ресурсам сети Интернет. А в 2005 году в рамках реализации республиканской целевой программы «Электронная Хакасия» открыт Центр общественного доступа к информации. В том же году при содействии КНОО «Полония» в библиотеке начал свою работу единственный на территории Сибири «Центр польской книги».
В 2006 году создан сайт библиотеки. В 2007 году в Национальной библиотеке имени Н. Г. Доможакова открыт Центр чтения, который стал координатором деятельности книжного сообщества по продвижению книги и чтения в Хакасии, организатором мероприятий ведомственной целевой программы Министерства культуры Республики Хакасия «Читающая Хакасия».
В 2009 году началась реконструкция имеющегося здания и строительство пристройки Регионального центра Президентской библиотеки им. Б. Н. Ельцина, которые завершены в 2016 году.
В июне 2013 года в библиотеке открыт первый в Хакасии и на юге Красноярского края молодежный Медиа-центр. Это не только современный информационный центр, но и площадка для неформального общения читателей, проведения молодежных социально-значимых и досуговых мероприятий с использованием новых технологий и возможностей. В библиотеке работает 11 клубов и любительских объединений по интересам.
В 2015 году библиотека отметила свой 90-летний юбилей.

## Структура
- Абонемент
- Универсальный читальный зал
- Центр общественного доступа
- Отдел национальной и краеведческой литературы
- Отдел периодических изданий
- Отдел литературы по искусству
- Отдел литературы на иностранных языках
- Центр чтения и культурно-просветительских программ
- Информационно-библиографический отдел
- Сектор межбиблиотечного абонемента и электронной доставки документов
- Сектор контроля и учета
- Отдел книгохранения
- Отдел государственной библиографии
- Отдел краеведческой библиографии
- Научно-методический отдел
- Отдел комплектования
- Отдел обработки
- Отдел автоматизации
- Отдел экономического и юридического обеспечения

В 2014 году в рамках ФЦП «Культура России» для Национальной библиотеки имени Н. Г. Доможакова приобретен специализированный «Библиомобиль». Это первый в Хакасии и на юге Красноярского края современный мобильный комплекс информационно-библиотечного обслуживания (КИБО), оснащенный компьютерным, сервисным и мультимедийным оборудованием, стационарной и переносной мебелью; имеет доступ к сети Интернет. Гидролифт позволяет обеспечить доступность Библиомобиля для людей с ограниченными физическими возможностями; а маркиза с дистанционным управлением — быстро и легко организовать около автомобиля импровизированную площадку для читального зала или проведения различных мероприятий